# Weslec
Weslec (bułg. Веслец) – wieś w Bułgarii, w obwodzie Wraca, w gminie Wraca. W 2024 roku liczyła 191 mieszkańców.